# Gaofeng (sockenhuvudort i Kina, Hunan Sheng, lat 29,44, long 110,92)
Gaofeng (kinesiska: 覃家桥, 高峰, 高峰土家族乡) är en sockenhuvudort i Kina. Den ligger i provinsen Hunan, i den södra delen av landet, omkring 240 kilometer nordväst om provinshuvudstaden Changsha. Antalet invånare är 15 006. Befolkningen består av 7 275 kvinnor och 7 731 män. Barn under 15 år utgör 15,0 %, vuxna 15-64 år 71 %, och äldre över 65 år 12,0 %.
Runt Gaofeng är det ganska tätbefolkat, med 166 invånare per kvadratkilometer. Närmaste större samhälle är Jiangya, 16,6 km nordväst om Gaofeng. I omgivningarna runt Gaofeng växer huvudsakligen savannskog.
Genomsnittlig årsnederbörd är 1 766 millimeter. Den regnigaste månaden är maj, med i genomsnitt 286 mm nederbörd, och den torraste är december, med 22 mm nederbörd.